# Oberpfalzbahn

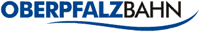
Voormalige logo van de Oberpfalzbahn

De Oberpfalzbahn is een merknaam van de Regentalbahn, die wederom bij Netinera hoort. Oberpfalzbahn rijdt spoorwegverkeer rond Cham op drie lijnen. Daarnaast worden van Marktredwitz twee lijnen naar Regensburg en naar Hof via het Tsjechische Cheb geëxploiteerd.

## Beschrijving
In de zomer van 2001 nam de nieuwe onderneming de exploitatie met elf treinstellen van het type Stadler Regio-Shuttle RS1 over, die met een eigen afwijkende beschildering in de kleuren geel en groen onderweg zijn. De Corporate Design (huisstijl), een investering van de zusteronderneming Waldbahn, werd door het bedrijf Tricon AG ontwikkeld.

## Lijnennetwerk
De Oberpfalzbahn rijdt op de lijnen Schwandorf - Furth im Wald, welke sinds de dienstregeling van 2016 verder tot in het Tsjechische Domažlice (Taus) rijdt (OPB 3), Cham - Lam (OPB 4) en Cham - Waldmünchen (OPB 5).
Sinds de dienstregeling van 2015 is de Oberpfalzbahn ook op de lijnen Regensburg - Marktredwitz (OPB 1) en Marktredwitz - Cheb (OPB 2) onderweg. De lijn OPB 2 werd bij de dienstregeling van 2016 verder naar Hof Hbf via Aš (Asch) en Selb-Plößberg verlengd, waarbij aansluiting in de richting van Selb Stadt bestaat. Daarbij wordt de lijn Hof Hbf - Aš - Cheb door de Oberpfalzbahn elke twee uur bediend, waarbij de ritten grotendeels naar Marktredwitz doorrijden. Daarvoor was het wel noodzakelijk de sinds het einde van de Tweede Wereldoorlog niet gebruikte trajectdeel Selb-Plößberg - Aš weer in dienst te stellen.
| Lijn  | Route                                                    | Frequentie (min.) |
| ----- | -------------------------------------------------------- | ----------------- |
| OPB 1 | Marktredwitz - Weiden (Oberpf) - Schwandorf - Regensburg | 60                |
| OPB 2 | Marktredwitz - Cheb - Aš - Selb-Plößberg - Hof Hbf       | 120               |
| OPB 3 | Schwandorf - Cham (Oberpf) - Furth im Wald - Domažlice   | 60                |
| OPB 3 | Furth im Wald - Domažlice                                | enkele treinen    |
| OPB 4 | Cham (Oberpf) - Bad Kötzing - Lam                        | 60                |
| OPB 5 | Cham (Oberpf) - Waldmünchen                              | 120               |

Hierbij komen nog enkele expresdiensten (OPX) van Regensburg Hbf naar Cheb of alleen tot Marktredwitz en terug, met tussenstop op alleen de belangrijkste stations.

## Materieel

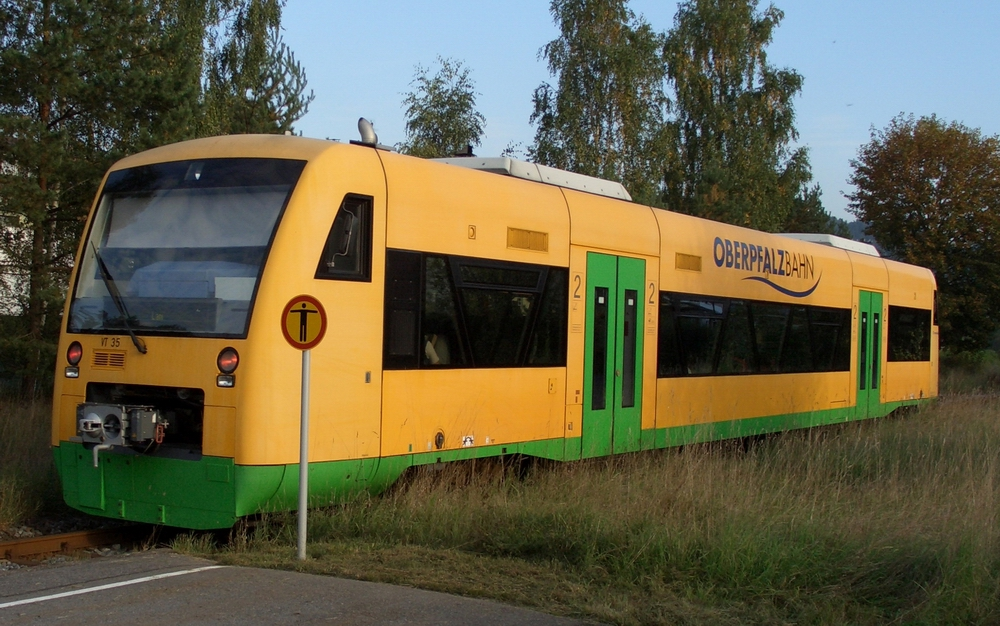
Regio-Shullte VT 35 in Miltach/Oberpfalz in 2006. In 2014 is dit treinstel gemoderniseerd

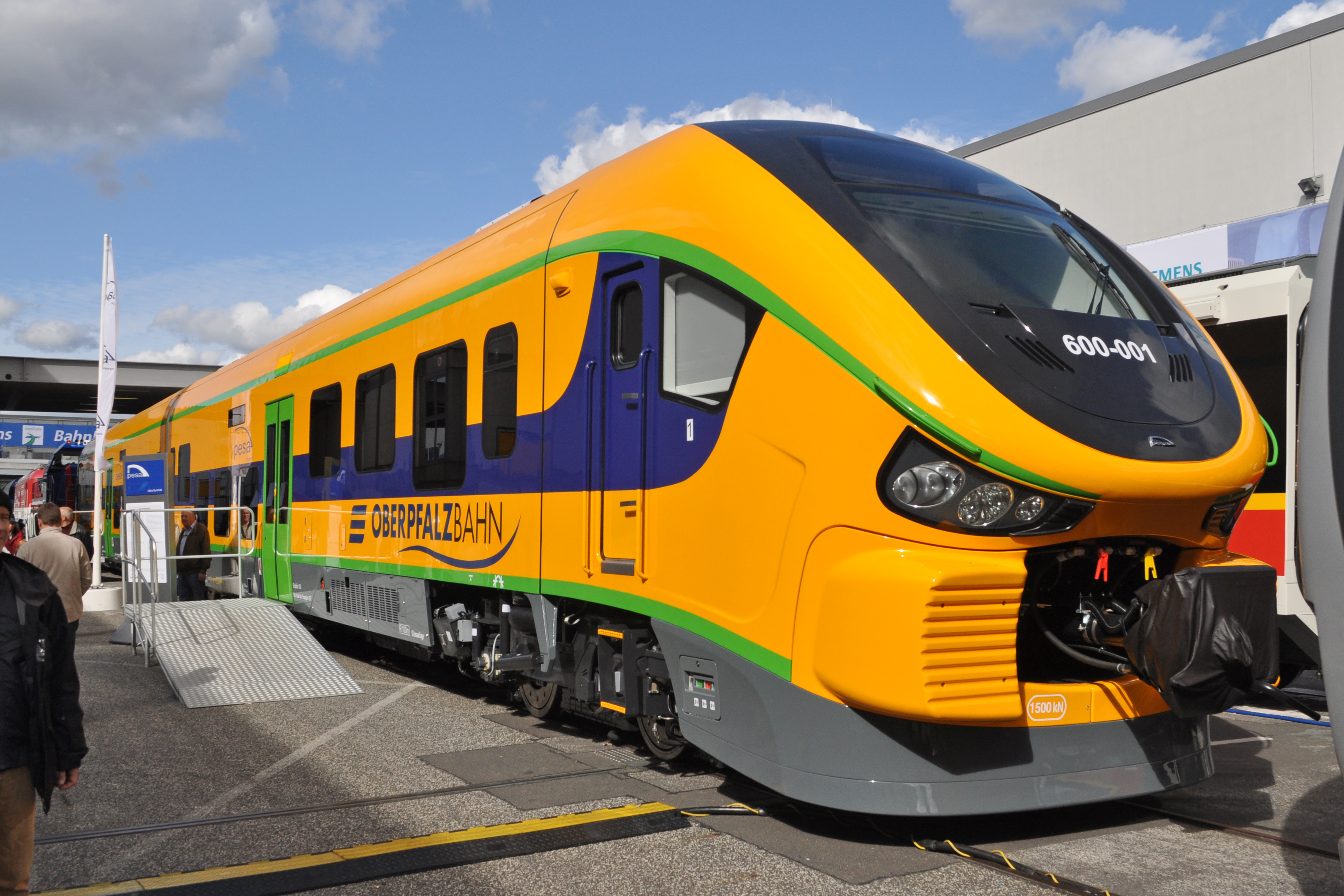
De PESA-LINK voor de Oberpfalzbahn op InnoTrans 2012. Dit type treinstel is nooit bij de Oberpfalzbahn in dienst gekomen

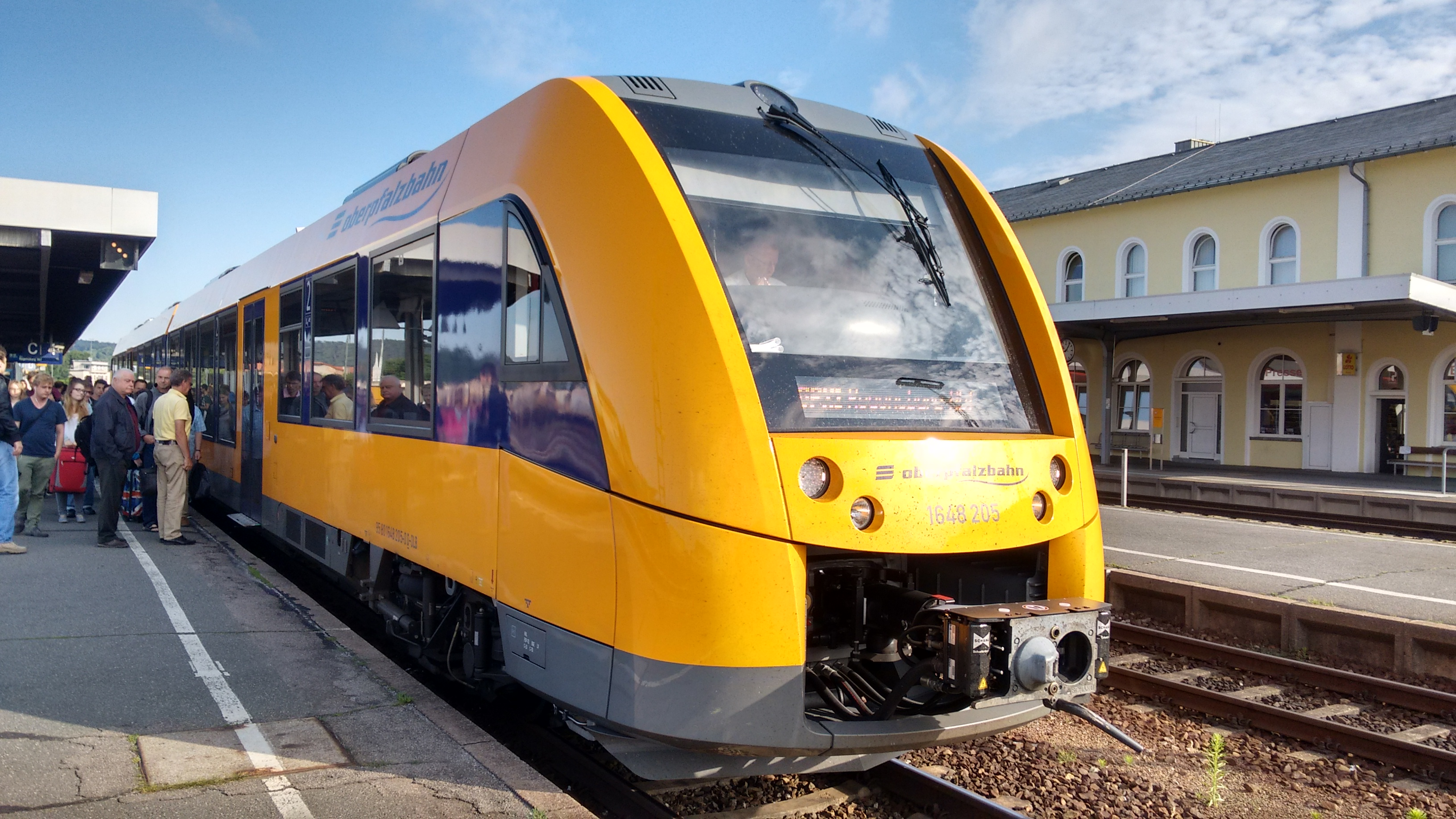
Alstom Coradia LINT 41 in Schwandorf, het materieel dat de PESA-LINK heeft vervangen (2016)

Voor het deelnetwerk Cham werd in 2000 elf nieuwe treinstellen van het type Stadler Regio-Shuttle RS1 besteld. In 2013 kwamen er 2 gebruikte RS1 van de Prignitzer Eisenbahn erbij. In 2014 werden alle 13 treinstellen gemoderniseerd.
Voor de exploitatie op de lijn Regensbrug - Marktredwitz - Schirnberg ondertekende Netinera op 20 december 2011 een contract met de Poolse treinbouwer PESA voor de levering van 12 tweedelige dieseltreinstellen. De treinen zouden tussen juni en december 2014 geleverd worden. De 120 km/h snelle treinstellen horen tot de LINK-familie van PESA en zijn vergelijkbaar met de 31 treinstellen die door de České dráhy in april 2011 besteld zijn. Een van de eerste treinstellen werd op InnoTrans 2012 in Berlijn tentoongesteld.
Door toelatingsproblemen werd de bestelling van de PESA-LINK geannuleerd. Als vervanger werd in februari 2015 Alstom Coradia LINT 41 besteld. De treinstellen werden op 24 februari 2016 toegelaten en tussen maart en juni 2016 geleverd. In de tussentijd kwamen er vervangende treinstellen van het type Siemens Desiro Classic van de Vogtlandbahn in dienst, die eigenlijk voor trilex bedoeld waren. Ook kwamen er twee treinstellen van het type LINT 54 van vlexx over.